# 安海金墩黄氏家庙
安海金墩黄氏家庙位于福建省晋江市安海镇鸿海路218号，始建于明成化年间，清代焚毁后重建，近年又迁建，属于闽南宗祠建筑风格。
2019年9月8日，安海金墩黄氏家庙公布为晋江市第六批市级文物保护单位。